# Pukovnija veze HKoV
Pukovnija veze postrojba je Oružanih snaga Republike Hrvatske, ustrojstveno u sastavu Hrvatske kopnene vojske.
Tijekom godina vezističke su postrojbe prolazile kroz više preustroja, da bi naposljetku 1. srpnja 2007. bila ustrojena današnja Pukovnija veze.

## Povjesnica
Prethodnicom Pukovnije veze smatra se Odred veze Glavnog stožera Hrvatske vojske, koji je od 4. rujna 1991. počeo funkcionirati kao podstožerna postrojba GS HV-a. Tijekom godina vezističke su postrojbe prolazile više preustroja, da bi naposljetku, 1. srpnja 2007. bila ustrojena današnja Pukovnija veze.
Prve radioveze sa svim operativnim zonama uspostavljene su tijekom rujna 1991. s lokacije Laščinska cesta u Zagrebu. Zauzimanjem prvih vojarni JNA, izlažući se opasnostima koje su prijetile iz vojarni, pripadnici postrojbe počinju s kompletiranjem sredstava veze iz ratnog plijena. Sredstva su prikupljana i smještena na različite lokacije. Pripadnici postrojbe su 6. listopada u samo nekoliko sati uspostavili sve potrebne veze za čelništvo Vlade, Sabora, ZNG-a i za samog vrhovnog zapovjednika.
Zauzimanjem vojarne JNA u Samoboru (7. listopada 1991.), Odred veze dolazi u posjed velikog broja sredstava i sustava veze, motornih vozila, oružja i druge vojne opreme. Pričuvni sastav mobiliziran je 12. listopada 1991. Toga su se dana svi djelatnici preselili u vojarnu "Taborec" u Samoboru. U više navrata svi mobilni sustavi veze dislocirani su u okolne šume i skloništa da bi ih se zaštitilo od zračnih i topničkih napada, kojih je bilo nekoliko. 
Na jednoj od brojnih zadaća uspostave veza, dvojica pripadnika Odreda veze koja su pobjegla iz JNA, Anđelko Tule i Tomislav Vužić Mohenski poginula su 2. prosinca 1991. u neprijateljskoj zasjedi zajedno s još devetoricom hrvatskih vojnika iz 123. brigade na planini Papuk.
U ožujku 1994. dolazi do preustroja Odreda u 40. pukovniju veze GS HV-a te se nastavlja s provedbom bojnih zadaća diljem Hrvatske. Veliki doprinos pripadnici daju operacijama Bljesak i Oluja.
Od 40. pukovnije veze GS OSRH-a 1. su listopada 1999. ustrojene sljedeće postrojbe: 40. brigada veze GS OSRH-a i Središte za obuku vojnika veze, informatike i elektroničkog djelovanja u sastavu ZzO, a 1. srpnja 2001. od te dvije ustrojena je nova postrojba - 40. brigada veze GS OSRH-a.
Pukovnija veze u sastavu HKoV-a ustrojava se 1. srpnja 2007. iz sljedećih ukinutih postrojbi: 40. brigade veze, 250., 253., i 257. bojne veze. 
Pripadnici Pukovnije veze sudjeluju u mirovnim misijama diljem svijeta, a istodobno se osposobljavaju i za odlazak u sljedeće misije i zadaće u skladu sa zapovijedima.